# Apogonia yunnana
Apogonia yunnana är en skalbaggsart som beskrevs av Moser 1915. Apogonia yunnana ingår i släktet Apogonia och familjen Melolonthidae. Inga underarter finns listade i Catalogue of Life.